# دانه‌خوار طوق‌زنگاری
دانه‌خوار طوق‌زنگاری (نام علمی: Sporophila collaris) نام یک گونه از سرده دانه‌خوارهای اصلی است.